# Reologia della ceramica
Lo studio dei parametri reologici interviene nel processo ceramico industriale sia nel caso della macinazione ad umido (industria delle piastrelle, industria dei sanitari) sia nel caso dell'estrusione di paste (industria dei laterizi). Il controllo di questi parametri risulta particolarmente importante per la macinazione ad umido in quanto in questo caso si macinano in acqua delle argille con agenti sospensivanti e si crea quindi una sospensione la cui viscosità è importante per avere uno scarico agevole del mulino.
I parametri reologici permettono di valutare il dosaggio degli additivi che vengono aggiunti alla sospensione perché si mantenga stabile cioè perché le particelle d'argilla che tenderebbero a sedimentare rimangono sospese in acqua.
Una sospensione ceramica è generalmente un sistema non newtoniano, di tipo plastico quindi con limite di scorrimento e tissotropico o comunque tempo dipendente.
I parametri reologici si misurano medianti strumenti denominati viscosimetri e reometri. I primi misurano generalmente solo la viscosità, i secondi permettono invece di misurare anche gli altri parametri reologici.

## Limite di scorrimento
Poiché la sospensione ceramica industriale è soggetta ad una serie di movimentazioni nell'impianto durante le fasi di lavorazione è importante valutare questo parametro per poter progettare adeguatamente la prevalenza delle pompe per il trasporto, in quanto occorre che lo spunto fornito dalle pompe sia maggiore del limite di scorrimento per far muovere la sospensione. Inoltre nel processo industriale sono previste soste in vasche di stoccaggio e se la barbottina manifesta un discreto limite di scorrimento è possibile che nelle zone soggette a minori gradienti di velocità inizi la formazione di ammassi plastici che non scorrono affatto. 
Si può ricavare per modellazione dalla curva di flusso a shear controllato (limite di scorrimento dinamico) oppure con misure dirette a sforzo controllato (curva di flusso a sforzo controllato e prove di rilassamento.

## Tissotropia
La tissotropia come il limite di scorrimento è uno dei principali responsabili di formazione di gel e croste superficiali nel caso di sospensioni ceramiche industriali.
Il comportamento tissotropico è reversibile in quanto se il sistema viene lasciato in stato di quiete per un tempo sufficiente, il fenomeno sopra descritto si ripresenta.